# Rika Seki
Rika Seki (関 李香, Seki Rika) est une ancienne joueuse de volley-ball japonaise née le 17 décembre 1987 à Utsunomiya (Préfecture de Tochigi). Elle mesure 1,83 m et jouait au poste de centrale. Elle a mis un terme à sa carrière de volleyeuse professionnelle en mai 2015.

## Clubs
| Club             | De        | À         |
| ---------------- | --------- | --------- |
| Denso Airybees   | 2006-2007 | 2009-2010 |
| Okayama Seagulls | 2010-2011 | 2014-2015 |

## Palmarès
- V Première Ligue
  - Finaliste : 2008, 2014.
- Tournoi de Kurowashiki
  - Vainqueur : 2008.
- Coupe de l'impératrice
  - Vainqueur : 2010.
  - Finaliste : 2009, 2013.